# Pro und contra (Zeitschrift)
Pro und contra (PuC) war eine linkssozialistische Zeitschrift mit dem Untertitel Weder Ost noch West – eine ungeteilte sozialistische Welt! Beiträge zur Zeit. Sie erschien monatlich (zeitweilig auch 14-täglich) vom November 1949 bis zum Oktober 1954 in Berlin. Herausgeber war Otto Schlömer. Nachfolgepublikation wurde die Zeitschrift Sozialistische Politik (SoPo).

## Entwicklung, Positionen
Schlömer, der in Berlin ursprünglich für die SED undogmatische Linke bespitzeln sollte, wechselte die Seiten, als die Finanzierung wegen zu dürftiger Informationen ausblieb. Da, nach Ansicht des ehemaligen SED-Zentralorgans Neues Deutschland, die westlichen Alliierten an einer Schwächung der SED-Politik interessiert waren, soll er Finanzmittel von der Administration des französischen Sektors in Berlin akquiriert haben können, um damit ab 1949 die Zeitschrift PuC herausgeben. Die Zeitschrift habe Honorare gezahlt und einen kleinen festen Mitarbeiterstamm unterhalten, der von der Geldquelle nichts gewusst habe.
Von Beginn an schrieben Trotzkisten und Rätekommunisten für die PuC. Eine besondere Rolle spielte, bald als Chefredakteur, Willy Huhn. 1952 wurde, wiederum nach Ansicht des Neues Deutschland, die finanzielle Unterstützung der Besatzungsmacht beendet. Die Zeitschriftenbeiträge von Huhn, Leo Kofler und Henry Jacoby, in denen Kritik an der „konservativ-bürokratischen Gesellschaftsordnung der ökonomischen Manager und ihrer politischen Funktionäre“ in Ost und West geübt wurde, hätten nach dieser Einschätzung nicht den Erwartungen des Geldgebers entsprochen.
Im selben Jahr brach Huhn mit dem Trotzkismus und verließ die Redaktion. Die Zeitschrift wurde danach, auf schwacher finanzieller Basis, von Vertretern der Vierten Internationale weiter betrieben. Ernest Mandel, dessen Beiträge oft unter Pseudonym erschienen, wird als Spiritus rector der Zeitschrift beschrieben. Die letzte Ausgabe erschien im Oktober 1954.